# Susana Zabaleta
Susana Zabaleta Ramos (Monclova, Coahuila, 30 de septiembre de 1964), conocida como Susana Zabaleta o la Zabaleta, es una cantante, soprano, actriz, escritora, directora, conductora y productora mexicana.

## Registro vocal
Su voz es de soprano de coloratura y con una extensión de voz capaz del do agudo y sobreagudo, hasta al menos Fa#6 demostrado en su versión de "Lovin' You".[cita requerida]

## Biografía
Nació el 30 de septiembre de 1964 en la ciudad de Monclova, Coahuila, México. Estudió ópera en Florencia, Italia, y finalizó posteriormente la carrera de concertista en la Escuela Superior de Música en la Ciudad de México. Al inicio de su carrera participó en conciertos con la Orquesta de Cámara de Ollin Yoliztli participando en las óperas La Traviata, El elíxir de amor y Dido y Eneas, y ha desarrollado además espectáculos de teatro, pantomima y ópera con el grupo Quién es quién. Continuó con su preparación artística tomando clases de canto con Irma González, Enrique Patrón de Rueda y Martha Félix, además de contar con Benjamín Cann como maestro de actuación.[cita requerida]
Entre 1986 y 1988, actuó en puestas en escena como El violinista en el tejado, Barnum, Don Quijote de la Mancha, Mi vida es mi vida y Magnolias de acero.[cita requerida]
Por su calidad en ambas facetas fue premiada con "La Revelación del Heraldo de México", "El Sol de México" y otros reconocimientos por parte de la Asociación de Críticos en Teatro y Medios de Comunicación.[cita requerida]
En 1989, fue invitada a participar en las obras musicales ¡Qué plantón! y Sorpresas. En 1991, participó en la primera versión mexicana de Cats, que logró importantes reconocimientos. En 1996, protagonizó "Funesta" y en 1997, "La Gran Magia".[cita requerida]
En septiembre y octubre de 1992, grabó su primer disco, ¿O...fue un sueño?, editado el siguiente año (1993), bajo la dirección de Luis Carlos Esteban, en Madrid, España. Este disco incluyó los exitosos sencillos Ella y él y Algo grande, de los cuales se hicieron videoclips que fueron dirigidos por Daniel Gruener, su entonces esposo. En dichos vídeos participan los actores Alejandro Tommasi y Darío T. Pie. En 2002 se reeditó el disco con una portada diferente e incluía los videoclips.[cita requerida]
En 1993, participó con Eduardo Capetillo en la canción No existe el adiós, del álbum Aquí estoy.[cita requerida]
Susana recibió una invitación de parte de la distribuidora y productora Disney para interpretar los temas ¿Qué será quiero saber? y Colores en el viento, temas centrales de la película Pocahontas.[cita requerida]
Susana también actuó en telenovelas como Al filo de la muerte (1991), La sombra del otro (1996) y Pueblo chico, infierno grande (1997).[cita requerida]
En 1996, desempeñó su primer papel protagónico en la película Sobrenatural, que obtuvo importantes reconocimientos como en los festivales de cine de Puerto Rico y Huelva. Ese año, también protagonizó las cintas Cosí fan Tutte (ópera en cine) y Elisa antes del fin del mundo.[cita requerida]
En 1997, grabó su segunda producción discográfica, Desde el Baño, una propuesta dentro del pop con participación literaria de David Torrens y músicos mexicanos de prestigio internacional: Sabo Romo, Eugenio y Fernando Toussaint, con la producción de Memo Gil.[cita requerida]
En 1998, participó en la telenovela Una luz en el camino, donde por primera vez realizó un personaje de villana, logrando una excelente crítica a su trabajo por parte de los medios de comunicación. Ese mismo año, participó en la cinta mexicana Sexo, pudor y lágrimas, dirigida y escrita por Antonio Serrano, que fue un enorme éxito de taquilla. Por su personaje, fue acreedora de diversos premios, destacando el Premio Ariel como Mejor Actriz del año.[cita requerida]
Tras este éxito, desempeñó el papel protagónico en la ópera bufa El teléfono, reafirmando nuevamente su gusto por la ópera y el bel canto. En 2000, actuó en El hombre de La Mancha, con la producción de Morris Gilbert y la dirección de Rafael Sánchez Navarro. Ese mismo año, regresó a las pantallas de televisión, personificando a Emma Rivadeneira,  la antagonista de la telenovela Mi destino eres tú, compartiendo créditos estelares con Lucero y Jorge Salinas, con la producción de Carla Estrada. En junio de ese año, se presentó durante seis conciertos en el Auditorio Nacional, interpretando, al lado del tenor Alfredo Portilla, temas clásicos del repertorio internacional clásico y popular, acompañada de la Orquesta de Cámara de Bellas Artes, dirigida por Enrique Barrios y con el Coro Nacional de México.[cita requerida]
En enero de 2001, actuó en la película Vivir mata, dirigida por Nicolás Echevarría, una comedia romántica con Daniel Giménez Cacho, Luis Felipe Tovar y Diana Bracho que se estrenó en febrero de 2002.[cita requerida]
En junio de 2002, recibió una invitación especial para conducir durante cuatro meses el programa Cultura en Línea, transmitido por el Canal 22 de la Ciudad de México, con el cual obtuvo positivos comentarios por parte de la crítica especializada. También participó en el Festival Internacional Agustín Lara, realizado en el Palacio de Bellas Artes, en el Festival del Barrio Antiguo de Monterrey y en la obra de teatro Los monólogos de la vagina. Simultáneamente, inició la grabación de su nuevo disco en la ciudad de Monterrey, Nuevo León, y en la Ciudad de México para el sello Universal Music, titulado El pasado nos vuelve a pasar, una especie de soundtrack del cine mexicano, en el que contó con la participación del tenor Mauro Calderón, con temas de importantes películas del cine mexicano de diferentes generaciones.[cita requerida]
En noviembre del mismo año, reunió temas clásicos navideños para presentar su disco titulado sencillamente Navidad, producción realizada por Eugenio Toussaint y editada bajo el sello Fonovisa México. El disco se reempaquetó en 2004 con un arte distinto, en el que se muestra a la cantante caricaturizada.[cita requerida]
Posteriormente publicó el álbum recopilatorio Quiero sentir bonito (2004) y grabó en vivo el álbum Para darle cuerda al mundo (2005), cantando temas originales de Liliana Felipe. Este último recibió disco de oro por altas ventas.[cita requerida]
En 2006, se lanza el exitoso y premiado álbum De la A a la Z, en el que forma un dueto con el compositor mexicano Armando Manzanero. También participó como juez en el programa musical de Televisa Cantando por un sueño, junto a Yuri, Ricardo Montaner y el productor musical Adrian Posse.[cita requerida]
En 2007 lanza el disco Te Busqué, que incluye temas de Alejandro Sanz, Fito Páez, Elton John, Miguel Bosé y Nacho Cano, entre otros, además de su éxito Ella y Él con un arreglo orquestal. A finales de 2008 participó en el disco Las mujeres de Manzanero, en el que interpreta el tema Lo peor.[cita requerida]
El 30 de septiembre de 2009, lanza Amarrados, su segundo trabajo al lado de Armando Manzanero. Un disco con 13 temas compuestos, en su mayoría, especialmente para su voz y su estilo. Paralelamente, participó como consejera del reality show Me quiero enamorar, de Televisa. También formó parte de una gira musical promovida por el Gobierno de la Ciudad de México, al lado de las cantantes Ely Guerra, Regina Orozco, Natalia Lafourcade y Amandititita.[cita requerida]
En 2011, Susana se convierte en la presentadora de su propio show de televisión, llamado SuSana Adicción, transmitido a través de Unicable, de Televisa Networks, con destacados invitados: Carmen Salinas, Miguel "El Piojo" Herrera, Lupita D'Alessio y colaboradores como los magos Joe & Moy. Se trata de un Late Night Show que incluye entrevistas y presentaciones musicales de diversos artistas.[cita requerida]
En julio de 2012, estrena la obra de teatro Amor, dolor y lo que traía puesto, al lado de Silvia Pinal, Diana Bracho, Alejandra Barros, Gabriela de la Garza y Mariana Treviño.[cita requerida]
El 2 de octubre de 2013, Susana Zabaleta firma una alianza discográfica por cinco años entre Universal Music México y Consecuencias, el sello discográfico independiente en donde se encuentra la mayor parte de su producción previa.[cita requerida]
El 6 de octubre del mismo año, ofreció un concierto en el Teatro de la Ciudad "Esperanza Iris" para presentar su undécimo álbum, La Sensatez y La Cordura. En este disco incluye 12 canciones, entre ellas dos duetos: "Vereda tropical", de Gonzalo Curiel, y "Nosotros", de Pedro Junco Jr.), grabados al lado de Rubén Albarrán, vocalista de Cafe Tacvba, además de un DVD con nueve videos. La producción musical corrió a cargo de Memo Gil, varias veces ganador del Grammy Latino.[cita requerida]
En 2019, hace su voz de doblaje en la película animada Los locos Addams, en la versión de la película de 1991, con la voz de Morticia Addams.[cita requerida]
En diciembre de 2020. Susana presenta su libro denominado El otro libro de los abrazos, que constituye la experiencia de ocho años de abrazar a personas desconocidas únicamente por el afán de hacerles sentir bien. La coautora es Pilar Montes de Oca.[cita requerida]
En 2021 nuevamente hace la voz de Morticia Addams, en la película animada Los locos Addams 2.[cita requerida]

## Trayectoria

### Ópera
- Dido and Aeneas de Henry Purcell
- Carmina Burana de Carl Orff
- Die Zauberflöte de Wolfgang Amadeus Mozart
- Così fan tutte de Wolfgang Amadeus Mozart
- L'elisir d'amore de Gaetano Donizetti
- La traviata de Giuseppe Verdi
- Roméo et Juliette de Charles Gounod
- The Telephone de Gian Carlo Menotti

### Cine
- 2023 Asuntos pendientes del más allá
- 2023 La Usurpadora: The Musical[4]
- 2022 Sexo, pudor y lágrimas 2
- 2015 Guardianes de Oz … Eveline, Bruja Mala del Oeste
- 2001 Vivir mata
- 1999 Crónica de un desayuno
- 1999 Sexo, pudor y lágrimas
- 1997 Elisa antes del fin del mundo
- 1996 Sobrenatural
- 1996 Cosi fan tutte
- 1994 Soma (Cronometraje)
- 1994 Pocahontas: Interpretación de  ¿Qué será quiero saber? y Colores en el viento, temas centrales del filme

### Televisión
- 2023 Senda prohibida - Cantante[5]
- 2022 Marea alta - Hortensia
- 2022 Reputación dudosa - Dra
- 2012 Por ella soy Eva... Eva María León Jaramillo Vda. de Zuloaga / Yadira Rivers
- 2011-2018 SuSana Adicción
- 2009 Me quiero enamorar... Consejera
- 2009 Los simuladores - Temporada II - Episodio "El gran Motul"
- 2009 Atrévete a soñar... Ella misma
- 2008 Fuego en la sangre... Ruth Uribe
- 2007 S.O.S.: Sexo y otros secretos... Sofía
- 2006 Los reyes de la canción... Jurado
- 2006 Cantando por un sueño Segunda Temporada... Jurado.
- 2006 Cantando por un sueño Primera Temporada... Jurado.
- 2003 Bajo la misma piel... Ivonne Acosta
- 2001 Diseñador de ambos sexos Capítulo 43: Posesión ... Alma
- 2001 Salomé... Susana Muñiz de Ramos
- 2000 Mi destino eres tú... Emma Pimentel de Rivadeneira
- 1998 Una luz en el camino... Astrid del Valle
- 1997 Pueblo chico, infierno grande... Medarda Zavala
- 1996 La sombra del otro... Lic. Angelina Amaral
- 1991 Milagro y magia ... Vivika Lombardihe

### Doblaje
- 2021 The Addams Family 2 … Morticia Addams
- 2019 The Addams Family (película de 2019) … Morticia Addams
- 2016 El libro de la selva … Kaa
- 2009 Boogie, el aceitoso
- 2007 Colorín Colorado este cuento no ha acabado … Frida
- 2003 Simbad: La leyenda de los siete mares … Marina
- 1995 Pocahontas … Pocahontas (canciones)

### Teatro
- 2024 Monty Python’s Spamalot (CDMX)
- 2021 The Prom
- 2019 Casi Normales
- 2014 Los Locos Addams
- 2012 Amor, Dolor y lo que traía puesto
- 2002 Los monólogos de la vagina
- 2000 El hombre de La Mancha
- 1997 La Gran Magia
- 1996 Funesta
- 1996 Matar o no Matar (El Hábito)
- 1996 Una Sirena con Patas (El Hábito)
- 1995 Pocahontas con La Malinche (El Hábito)
- 1991 Cats
- 1989 Que planton
- 1989 Sorpresas
- 1988 Don Quijote de la Mancha
- 1988 Mi Vida es Mi Vida
- 1988 Magnolias de Acero
- 1986 El violinista en el tejado
- 1986 Barnum

### Música
- 2017 Como La Sal
- 2016 SZ30 - En Vivo y A Color (2CD+DVD)
- 2016 Juntos por La sonora - (Disco de La Sonora Dinamita - Participación especial con el tema "Macumba")
- 2014 Dancing Queens - Un tributo para ABBA (Disco de homenaje a ABBA - Participación especial con el tema "Gracias por la música")
- 2014 En vivo y sin etiqueta (CD+DVD de Los Ángeles Azules - Participación especial con el tema "Déjenme si estoy llorando")
- 2013 La Sensatez y La Cordura
- 2013 Nueva vida (Participación especial con la canción "Voy a ser madre")
- 2011 Kinky, Retorcido
- 2009 Amarrados (+30,000 copias vendidas - disco de oro)  (enlace roto disponible en Internet Archive; véase el historial, la primera versión y la última).
- 2008 Las mujeres de Manzanero (Participación especial con el tema "Soy lo peor")
- 2008 Del tingo al tango (Disco infantil - Participación especial con los temas "El cuero se me enchino" y "Cumbia de las lombrices")
- 2007 Te Busqué (+50,000 copias vendidas - disco de oro)
- 2006 DVD De la A a la Z (+20,000 copias vendidas - Disco de platino)
- 2006 Matar o no matar (Disco de Liliana Felipe - Participación especial con las canciones "Intento de liberación de lo obsceno" y "El protoplasma" a dueto con Regina Orozco)
- 2005 Para Darle Cuerda al Mundo (+ 50,000 copias vendidas - disco de oro)
- 2004 Quiero Sentir Bonito
- 2002 El Pasado Nos Vuelve a Pasar, al lado del Tenor Internacional Mauro Calderón.
- 2002 Navidad
- 2000 Vacas sagradas (Disco de Liliana Felipe - Participación especial con la canción "¡Oh Monsiváis!" al lado de Regina Orozco y Gabriel Minjares)
- 1998 Mexican Divas (Participación especial con la canción "Desde el baño")
- 1997 Desde el Baño
- 1995 Soundtrack Pocahontas. (Participación especial con los temas "¿Qué será quiero saber?" y "Colores en el viento")
- 1993 ¿...O Fue Un Sueño?
- 1993 Disco Aquí estoy de Eduardo Capetillo, canta a dueto en la canción "No existe el Adiós"

### Literatura
- Libro El otro libro de los abrazos editado por Editorial Paralelo 21

### Modelo
- Video Musical: ¿Donde estará mi primavera?  de Marco Antonio Solís (2001)

### Premios
- 1996: Diosa de Plata - Sobrenatural
- 1998: El Heraldo - Mejor actriz por Sexo pudor y lágrimas
- 2000: Ariel - Mejor actriz por Sexo pudor y lágrimas
- 2006: Disco de Oro - Para darle cuerda al mundo
- 2006: Disco de Platino - De la A a la Z
- 2007: Luna del auditorio - Premio en la categoría de Balada  Archivado el 21 de enero de 2009 en Wayback Machine.
- 2008: Disco de Oro - Te busqué
- 2019: Premio Metropolitano de Teatro - Mejor Actriz en un Musical por Casi Normales

## Premios y nominaciones

### Premios TVyNovelas
| Año  | Categoría               | Telenovela         | Resultado |
| ---- | ----------------------- | ------------------ | --------- |
| 2001 | Mejor actriz antagónica | Mi destino eres tú | Nominada  |